# Fabienne Kocher
Pour les articles homonymes, voir Kocher.
Fabienne Kocher est une judokate suisse née le 13 juin 1993.

## Biographie
Fabienne Kocher naît le 13 juin 1993. Elle grandit dans l'Oberland zurichois. 
En 2013, elle s'installe à Stilli, dans le canton d'Argovie.
Elle est étudiante en psychologie.

## Carrière sportive
Elle commence le judo à l'âge de 8 ans.
Fabienne Kocher remporte la médaille de bronze des Championnats du monde de judo 2021 à Budapest dans la catégorie des moins de 52 kg ; elle est seulement la deuxième Suissesse à être médaillée aux Championnats du monde, la première étant Monika Kurath aux Championnats du monde de judo 1987 à Paris.

## Palmarès

### Compétitions internationales
| Année | Compétition                                  | Lieu      | Résultat | Catégorie      |
| ----- | -------------------------------------------- | --------- | -------- | -------------- |
| 2009  | Festival olympique de la jeunesse européenne | Tampere   | 3e       | Moins de 52 kg |
| 2010  | Championnats d'Europe des moins de 20 ans    | Samokov   | 3e       | Moins de 57 kg |
| 2011  | Championnats du monde juniors                | Le Cap    | 3e       | Moins de 57 kg |
| 2013  | Championnats d'Europe juniors                | Sarajevo  | 1re      | Moins de 57 kg |
| 2013  | Championnats du monde juniors                | Ljubljana | 3e       | Moins de 57 kg |
| 2013  | Championnats d'Europe des moins de 23 ans    | Sarajevo  | 3e       | Moins de 57 kg |
| 2021  | Championnats du monde                        | Budapest  | 3e       | Moins de 52 kg |